# Armando Tobar
Armando Tobar (7. června 1938, Viña del Mar – 18. listopadu 2016, Viña del Mar) byl chilský fotbalista, útočník.

## Klubová kariéra
Profesionálně hrál v chilských klubech Santiago Wanderers a CD Universidad Católica. V jihoamerickém Poháru osvoboditelů nastoupil ve 23 utkáních, ve kterých a dal 7 gólů. Chilskou ligu vyhrál v roce 1958 s týmem Santiago Wanderers a v roce 1966 s Universidad Católica.

## Reprezentační kariéra
Za reprezentaci Chile nastoupil v letech 1959–1967 ve 33 reprezentačních utkáních. Reprezentoval Chile na domácím Mistrovství světa ve fotbale 1962 a na Mistrovství světa ve fotbale 1966 v Anglii, celkem na mistrovství světa nastoupil v 5 utkáních.